# هجوم ريف دمشق (نوفمبر 2012–فبراير 2013)
هجوم ريف دمشق يشير إلى هجوم شنته المعارضة خلال الحرب الأهلية السورية في محافظة ريف دمشق (التي تحيط بدمشق) والذي بدأ في نوفمبر 2012، ومحاولة لاحقة لهجوم مضاد للجيش السوري في يناير 2013، ووصف تومسون رويترز المعارضة بأنهم «يكثفون الهجمات على دمشق» في أواخر نوفمبر، ووصفت إذاعة بي بي سي نيوز الهجوم المضاد الذي شنته الحكومة في 29 نوفمبر بأنه «هجوم لم يسبق له مثيل ضد المناطق التي سيطرت عليها المعارضة في شرق المدينة».

## خلفية
في سبتمبر 2012 خلال الحرب الأهلية السورية، نفذت المعارضة هجمات بالقنابل على المؤسسات العسكرية في دمشق، فقتلوا 40 إلى 60 شخصًا، بمن فيهم مسؤولون حكوميون رفيعو المستوى، بينما قتل الجيش السوري 40 مدنيًا بالقرب من دمشق و16 في دمشق نفسها. في أكتوبر، هاجمت المعارضة مواقع حكومية في دمشق واستولوا على قاعدة للقوات الجوية وأسقطوا مروحية عسكرية في ضواحي دمشق الشرقية. واستمرت المصادمات طوال شهر أكتوبر، حيث وقعت وفيات في صفوف المعارضة والقوات الحكومية والمدنيون. استولت المعارضة على نقطتي تفتيش تابعتين للجيش السوري في ضاحية حرستا بدمشق، وفي 25 و26 أكتوبر، هاجم الجيش السوري حرستا بقذائف دبابات وصواريخ.
وفي 31 أكتوبر، أعلن الجيش السوري الحر أنه ساعد على تشكيل لواء من الفلسطينيين المناهضين للأسد (لواء العاصفة)، الذي كان مسلحًا للسيطرة على مخيم اليرموك من المجموعة الفلسطينية الموالية للأسد، الجبهة الشعبية لتحرير فلسطين – القيادة العامة. وقد اتهم زعيم الجبهة أحمد جبريل ورجاله بمضايقة سكان المخيم ومهاجمة مقاتلي الجيش الحر. وانضم العديد من الرجال الفلسطينيين من المخيم أيضًا إلى وحدات الجيش السوري الحر الأخرى وحاربوا معهم في منطقتي التضامن والحجر الأسود في دمشق.
وفي الأسبوع الذي أعقب اغتيال المعارضة للواء القوات الجوية السورية عبد الله محمود الخالدي في 30 أكتوبر، قام مقاتلوا المعارضة بمزيد من الاغتيالات للشخصيات الحكومية البارزة. وفي 6 نوفمبر، قتل مسلحون من المعارضة محمد أسامة اللحام، شقيق رئيس البرلمان السوري، وهو يقود سيارته متوجها إلى عمله.